# Judaísmo secular

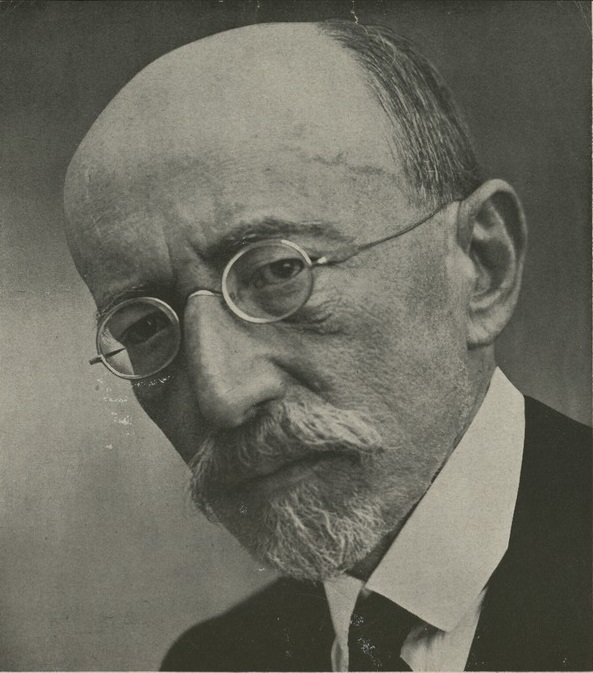
Ahad Ha'am, um dos mais proeminentes ideólogos secularistas judeus

O secularismo judaico denota a definição da identidade judaica com pouca ou nenhuma atenção aos seus aspectos religiosos. O conceito de secularismo judaico surgiu pela primeira vez no final do século XIX, com seu pico de influência durante o período entre guerras.

## História

### Judeus e secularização
Os marranos na Espanha, que mantinham algum senso de identidade e alienação judaica enquanto formalmente católicos, anteciparam até certo ponto o processo de secularização europeu. Sua diáspora fora da Península Ibérica uniu crentes católicos, retornados ao judaísmo (em ambos os casos, raramente totalmente à vontade em suas religiões) e deístas em uma "nação marrana". Spinoza, o arauto da era secular, defendia o fim do controle religioso sobre a sociedade e a delegação da fé à esfera privada. No entanto, suas noções careciam de algo especificamente judaico: ele acreditava que, sem a lei cerimonial para definir os judeus, sua existência coletiva acabaria por cessar, um resultado que considerava bem-vindo. Não há evidências de que ele manteve um senso de judaísmo depois de ser anatemizado em 1656. A frouxidão religiosa e a aculturação, difundidas entre os exilados espanhóis, começaram a aparecer entre os Ashkenazim da Europa Central quando os judeus da corte afluentes entraram na sociedade cristã.

### A ascensão do secularismo judeu
Somente na Europa Oriental do final do século XIX surgiu uma nova definição positiva e secular da existência judaica. Os judeus da Europa Oriental, mais de 90% dos judeus do mundo na época, eram decididamente não aculturados: em 1897, 97% declararam o iídiche sua língua materna e apenas 26% sabiam ler o alfabeto russo. O hebraico permaneceu a língua das letras, e a educação tradicional era a norma; dos 5,2 milhões de judeus, apenas 21.308 frequentavam escolas estatais em 1880. Sofrendo severa discriminação, eles permaneceram um grupo corporativo e étnico distinto. Os processos de secularização eram lentos: os iluministas radicais, pregando a integração cívica e a modernização, tiveram de enfrentar uma liderança rabínica bem enraizada que gozava de um prestígio pouco questionado. Ao contrário de seus irmãos emancipados no Ocidente, seu judaísmo era auto-evidente e irrefletido. Nessa camada "espessa" de etnia, sem virtualmente nenhuma alta cultura alternativa para assimilar, a lenta desintegração da vida comunitária e a exposição a noções modernas permitiram uma adaptação, em vez de marginalização. Nas décadas de 1870 e 1880, vários movimentos nacionais judaicos se uniram na Europa Oriental, juntamente com um renascimento literário do hebraico e do iídiche. Em conjunto, os jovens intelectuais avançaram uma compreensão radicalmente nova da identidade judaica.
O mais proeminente deles, que é amplamente considerado o pai do secularismo judaico, foi Asher Hirsch Ginsberg, conhecido por seu pseudônimo Ahad Ha'am. Ao contrário de outros pensadores expostos às influências da secularização, ele não procurou evitar suas implicações, mas enfrentá-las mantendo plena continuidade com o passado judaico. Ele entendia que o discurso teológico que definia os judeus estava prestes a perder relevância, primeiro para os jovens e instruídos e depois para a maioria. Enquanto outros ignoravam o assunto, Ginsberg delineou uma solução revolucionária, tomando especialmente o darwinismo social de Herbert Spencer. Ele eliminou totalmente a questão da revelação, que tanto preocupava os ortodoxos e reformistas no ocidente, e a da eleição divina. Em sua visão secular e agnóstica, o povo surgiu por si mesmo, não pela intervenção de Deus; a força motriz e animadora da história judaica não era a transmissão dos ensinamentos de Deus através das gerações, mas os instintos criativos e o "espírito nacional" dos judeus. Ele descreveu a si mesmo e seus semelhantes em 1898: O judeu de pensamento livre, que ama seu próprio povo, é um panteísta. Ele vê a criatividade do espírito nacional de dentro, onde o crente só vê um poder superior intervindo de fora.